# Stocksund
Stocksund är en kommundel i Danderyds kommun vars bebyggelse huvudsakligen ingår som en del av tätorten Stockholm, belägen norr om Stockholm vid Lilla Värtan och Stocksundets norra strand. I kommundelen ingår även ön Tranholmen vars bebyggelse bildar en egen tätort.
Stocksund, med sina cirka 6 800 invånare, har ett eget köpcentrum med bibliotek, restaurang och vårdcentral. Petruskyrkan från 1962 ligger på en höjd i Mörbyområdet. Stockhagens idrottsplats ligger på gränsen till Djursholm. Utmed Stocksundets stränder finns flera småbåtshamnar. Intill Stocksundsbron, på den västra sidan av E18, finns ett kontorsområde. 

## Historia
Stockby gård har sannolikt anor från slutet av 1200-talet. Men redan under forntiden fanns bosättningar i trakten, något som en stensättning sydväst om dagens gårdsbyggnad kan vittna om. Ursprungligen bestod Stockby, som ändelsen -by tyder på, av en by med flera gårdar. Magnus Ladulås skänkte Stockby i Danderyd till Sankta Klara kloster. År 1361 förekommer namnet "Stockby" första gången i en offentlig handling. År 1498 omnämns Stockby som lydande under Djursholmsgodset.
År 1740 lät prosten Johan Älf, en av gårdens många arrendatorer, riva huvudbyggnaden och uppföra nuvarande anläggning i två våningar och herrgårdsstil. År 1853 avsöndrades Stockby från Djursholmsgodset. Stockbys nye ägare blev Axel Emil Wirsén, som i sin tur sålde gården 1865 till Johan August Hazelius (far till Artur Hazelius). Vid dennes död 1871 förvärvades egendomen av ordensbiskopen Frithiof Grafström. Gården drevs då fortfarande som ett mindre lantbruk och Grafström brukade hålla predikningar för traktens folk hemma hos sig på gården. Stockby gård är numera om- och tillbyggd samt pietetsfull renoverad. Huset står i kvarteret Kammarherren vid Stockbyvägen 8. 

### Villasamhällets tillkomst

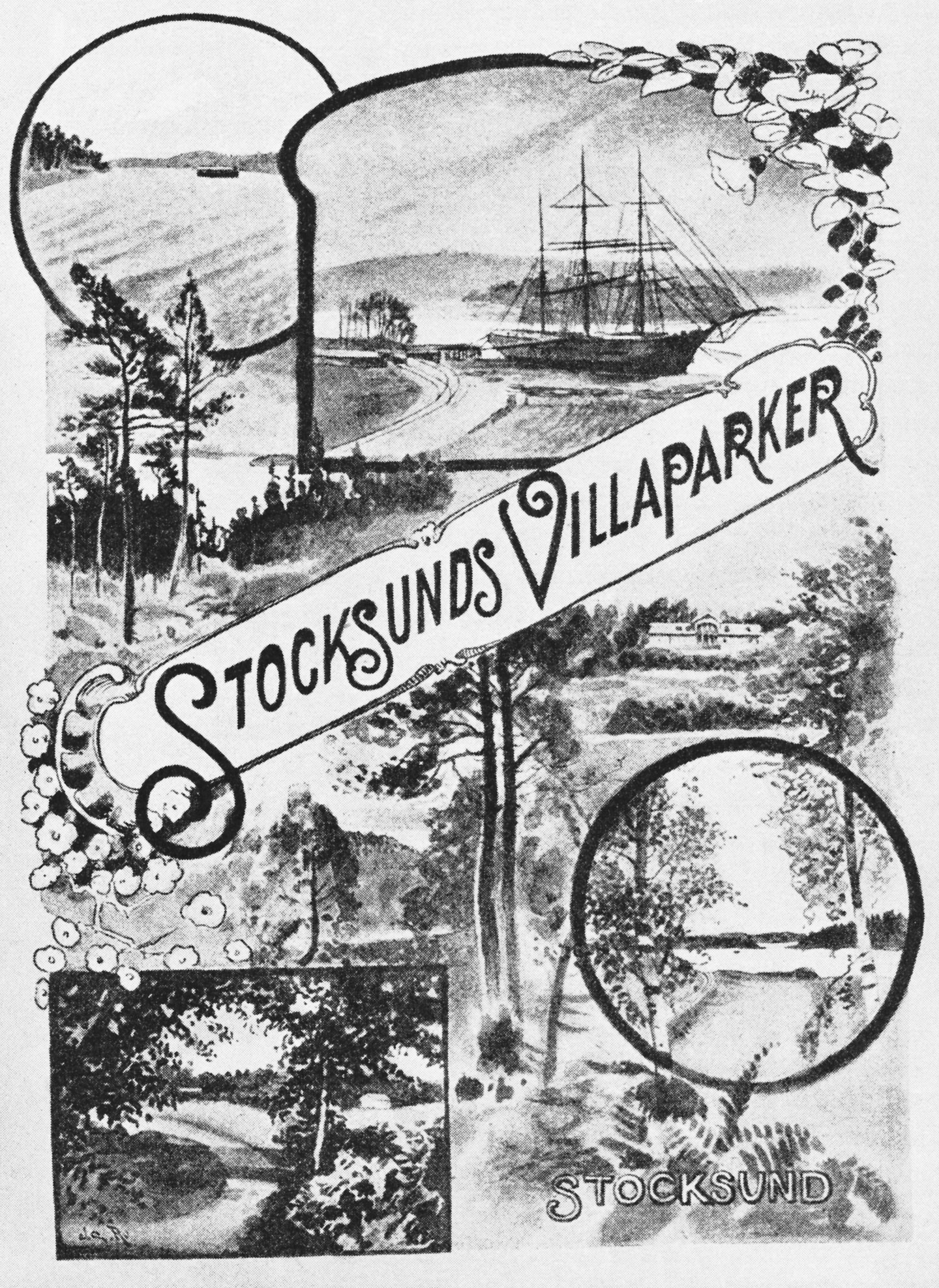
Reklambroschyren "Stocksunds Villaparker".

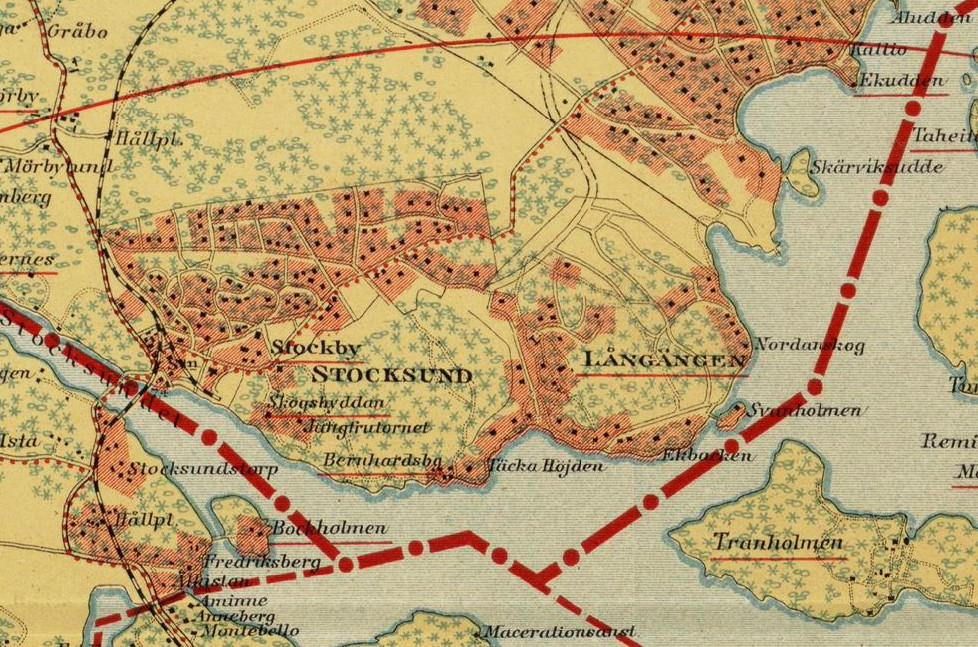
Stocksund och Långängen 1912.

Samhället växte fram i slutet av 1800-talet på mark som hade tillhört Djursholmsgodset. Den första exploateringen av området är ungefär samtida med skapandet av grannorten Djursholms villastad, som grundades år 1889. Liknande villaförstäder som Storängen, Saltsjöbaden, Djursholm och Södertörns villastad började anläggas för välbärgade Stockholmare. Alla etablerades längs nya järnvägssträckor, som Saltsjöbanan, Roslagsbanan och Nynäsbanan. De som hade råd, ofta högre tjänstemän, flyttade långt utanför storstaden, där de bosatte sig i nybyggda villor på behörigt avstånd från den "osunda" storstaden.
År 1888 grundades företaget Stockby AB, som köpte Stockby gårds egendom för 150 000 kronor från dödsboet efter ordensbiskopen Frithiof Grafström. Området styckades av till tomter, under namnet Stocksunds Villaparker. Stockby AB, som sålde sin första tomt år 1890, leddes av Grafströms svåger kammarherren Carl Eduard von Horn. Förste tomtägaren blev jägmästaren Albert Gotthard Nestor Cedergren, som köpte ett stort parkområde vid Stocksundet, där han senare lät uppföra Cedergrenska tornet, som även kallas Jungfrutornet. Samhället växte relativt långsamt under de första åren och vid slutet av 1905 fanns det 95 villor i Stocksund. Ett år senare bodde det 707 personer i samhället. År 1910 hade Stockby AB sålt sammanlagt 350 villatomter. Samma år stod Stocksunds vattentorn färdigt, ritat av arkitekt David Lundegårdh.
Där byggdes ett villasamhälle som var speciellt avsett för statstjänstemän och som uppläts med tomträtt. År 1917 hade det uppförts 94 villor i Mörbyområdet, som ligger omedelbart öster om Roslagsbanan.
På 1880-talet uppfördes de första villorna på Långängen. På 1910-talet var ett 30-tal tomter bebyggda och ytterligare omkring 30 tomter sålda. År 1911 beskrevs ”Långängens villastad” som en vacker länk i den kedja af förstäder, som omsluter Stockholm. Lantbruket på Långängen upphörde definitivt 1932. Då var Långängen bebyggd med ett 100-tal villor och det fanns ett ledningsnät för vatten och avlopp samt elektricitet, som kom från Djursholmsbanans elverk.
Långängen, Söderskogen och Ekbacken inordnades i Stocksunds köping från den 1 januari 1935. Några år senare, den 1 januari 1942, inkorporerades även Sikreno och Inverness i Stocksunds köping. Som en förelöpare till kommunreformen 1971 gick köpingen år 1967 upp i Djursholms stad. År 1971 blev Stocksund en av de fyra kommundelarna i Danderyds kommun, som därmed åter hade samma yta som den tidigare socknen.

### Den tidigare järnvägen
År 1911 öppnades en spårvägslinje mellan dåvarande Stocksunds station, som låg öster om den nuvarande bansträckningen, och Långängstorp. Denna bibana till nuvarande Roslagsbanan hade till en början normal spårvidd, 1435 mm. Förhoppningen var att den så småningom skulle kunna bindas samman med Stockholms spårvägsnät. Långängstorps hållplats låg intill Långängsskolan och Stockby hållplats låg vid Villavägen. År 1934 införlivades banan med Roslagsbanans övriga linjenät och byggdes om till samma spårvidd, 891 mm, som det övriga smalspårsnätet i de östra delarna av Uppland. Långängslinjen lades ned år 1966 (se vidare Roslagsbanan).

### Filmateljéer

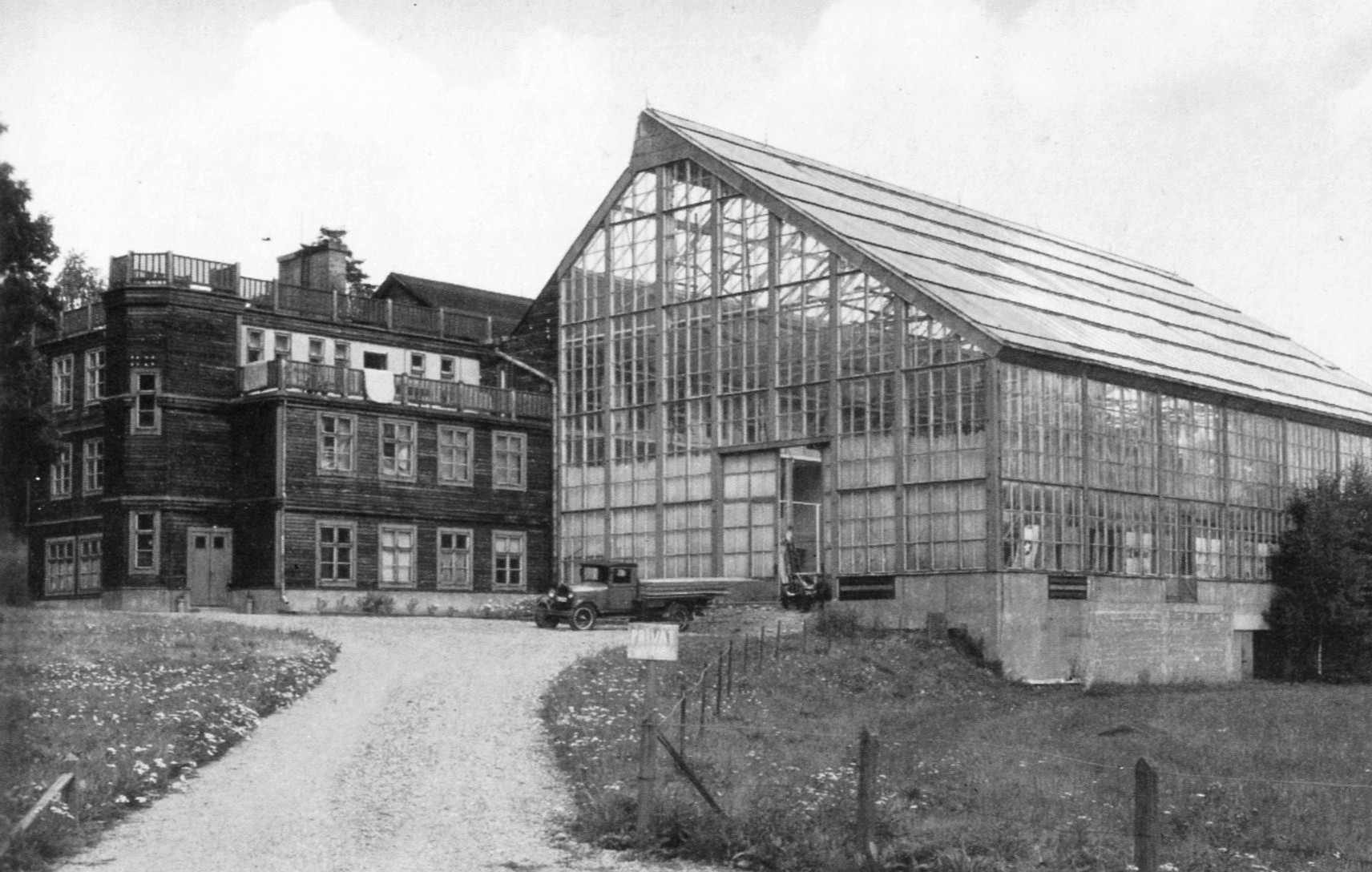
Filmateljén, Stocksund Långängen 1919.

Det har funnits två filmateljéer i Stocksund; en vid Långängen och en i det tidigare elverket vid Stocksunds hamn. Ateljén vid Långängen började byggas i februari år 1919 av Filmindustri AB Skandia, som senare samma år slogs samman med Svenska bio och ombildades till Svensk Filmindustri, SF. Förutom filmateljén, som var en byggnad med en golvyta på närmare 900 kvadratmeter, fanns det möjlighet att utnyttja den omgivande tomten på 50 000 kvadratmeter, för utomhusscener. Arkitekt var professor C Forsell och byggnaden uppfördes av byggnadsfirman Contraktor.
Verksamheten vid ateljén i Långängen blev relativt kortvarig, bland annat eftersom SF även hade en motsvarande anläggning, Filmstaden, i Råsunda municipalsamhälle. Anläggningen i Stocksund revs år 1936.
Verksamheten i filmateljén i gamla Djursholmsbanans elverk inleddes år 1946 av Film AB Imago. Bland annat spelades det där in olika militärfarser och annan underhållningsfilm. År 1953 övertogs byggnaden av Metronome studios AB. År 1964 flyttade det fristående TV-produktionsbolaget Svensk TV-produktion, STV in i gamla elverket. Verksamheten upphörde 1966-1967 och 1967 flyttade Kommittén för television och radio i utbildningen, TRU in som senare överlät lokalerna till Utbildningsradion som var där åren 1978-1993. Lokalerna används numera av Marina läroverket.

### Administrativa tillhörigheter
Området ingick i Danderyds socken och från 1863 i den då bildade Danderyds landskommun. Stocksund bildade ett municipalsamhälle år 1902 i Danderyds landskommun och bildade med kringområde vid årsskiftet 1909/1910 Stocksunds köping. 1913 utvidgades Stocksunds köping, då de östra delarna av kronoegendomen Mörby inkorporerades. År 1967 uppgick köpingen i Djursholms stad, som 1970 inkorporerade ön Tranholmen, som då hade 27 invånare, från Lidingö stad. År 1971 uppgick staden i den nya kommunen Danderyd, där Stocksund då bildade en kommundel.
Stocksund har hört och hör till Danderyds församling.
Stocksund ingick till 1907 i Danderyds skeppslags tingslag, därefter i Södra Roslags domsagas tingslag. Från 1971 till 2007 ingick området i Södra Roslags domsaga och det ingår från 2007 i Attunda domsaga.
Stocksund har egen postadress i postnummerserien 182 XX.

## Stadsbild

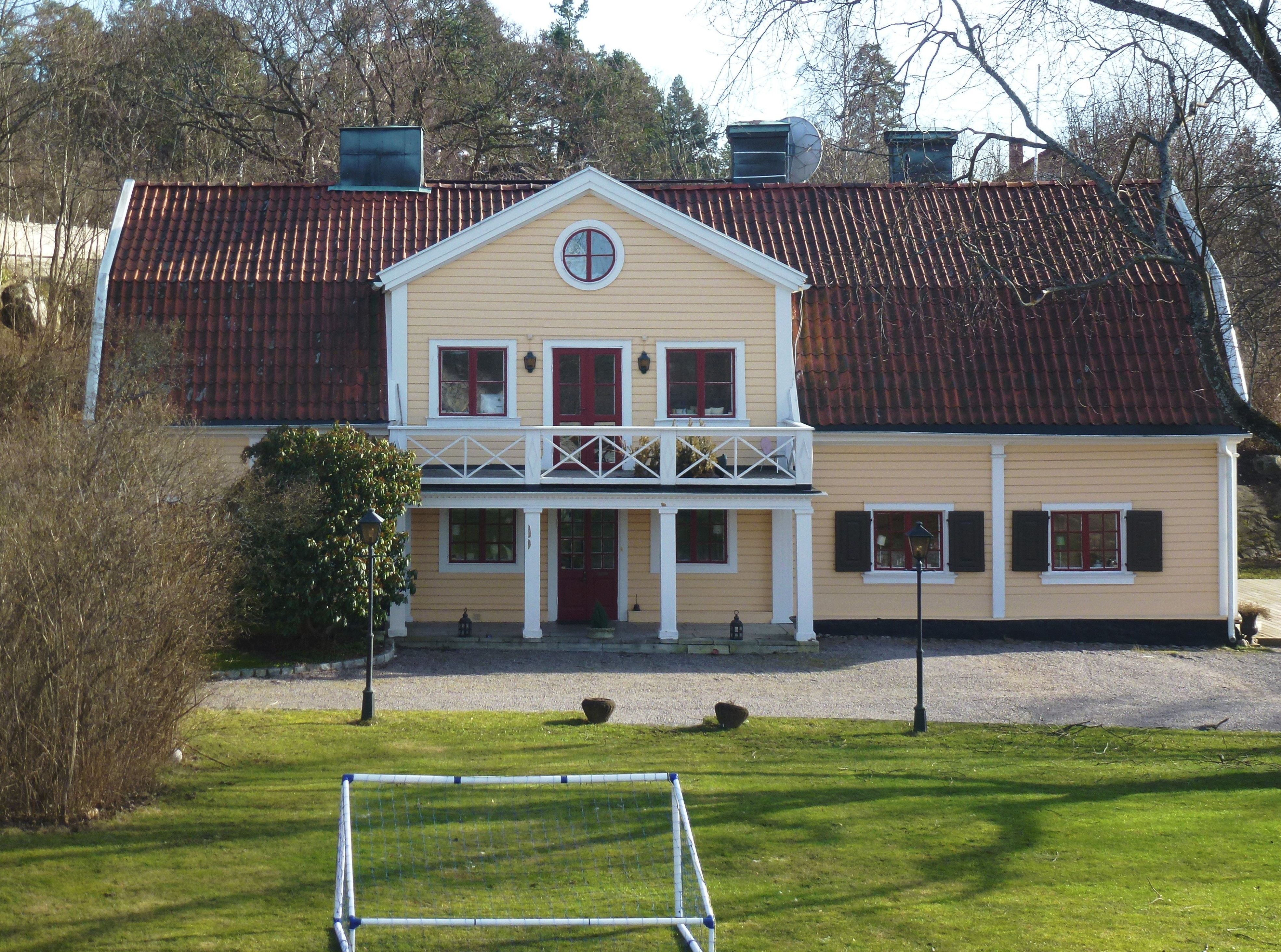
Långängens gård.

### Äldre bebyggelse
Till den äldre kvarvarande bebyggelsen hör Stockby gård från 1740-talet, Långängens gård från 1750-talet och Stocksunds värdshus, som byggdes mellan 1814 och 1816. Värdshusrörelsen upphörde 1938 och idag finns bostäder i huset. Området kring det gamla värdshuset med krog och brovaktarstuga präglas av väg- och järnvägshistorik och är enligt Danderyds kommun av stort kulturhistoriskt intresse.
Cedergrenska tornet är belägen i Cedergrenska parken och är en pastisch av en riddarborg i rött tegel byggd av jägmästare Albert Nestor Cedergren. Tornet stod länge ofärdigt, men har renoverats och ägs idag av Danderyds kommun. I parken ligger även Skogshyddan som var familjen Cedergrens sommarbostad. Stocksunds vattentorn är det andra av Stocksunds landmärken. Tornet är 30 meter hög och står på en cirka 45 meter hög kulle. Vattentornet ritades av arkitekt David Lundegård och invigdes 1910. Idag finns bostäder i tornet. 

### Villor

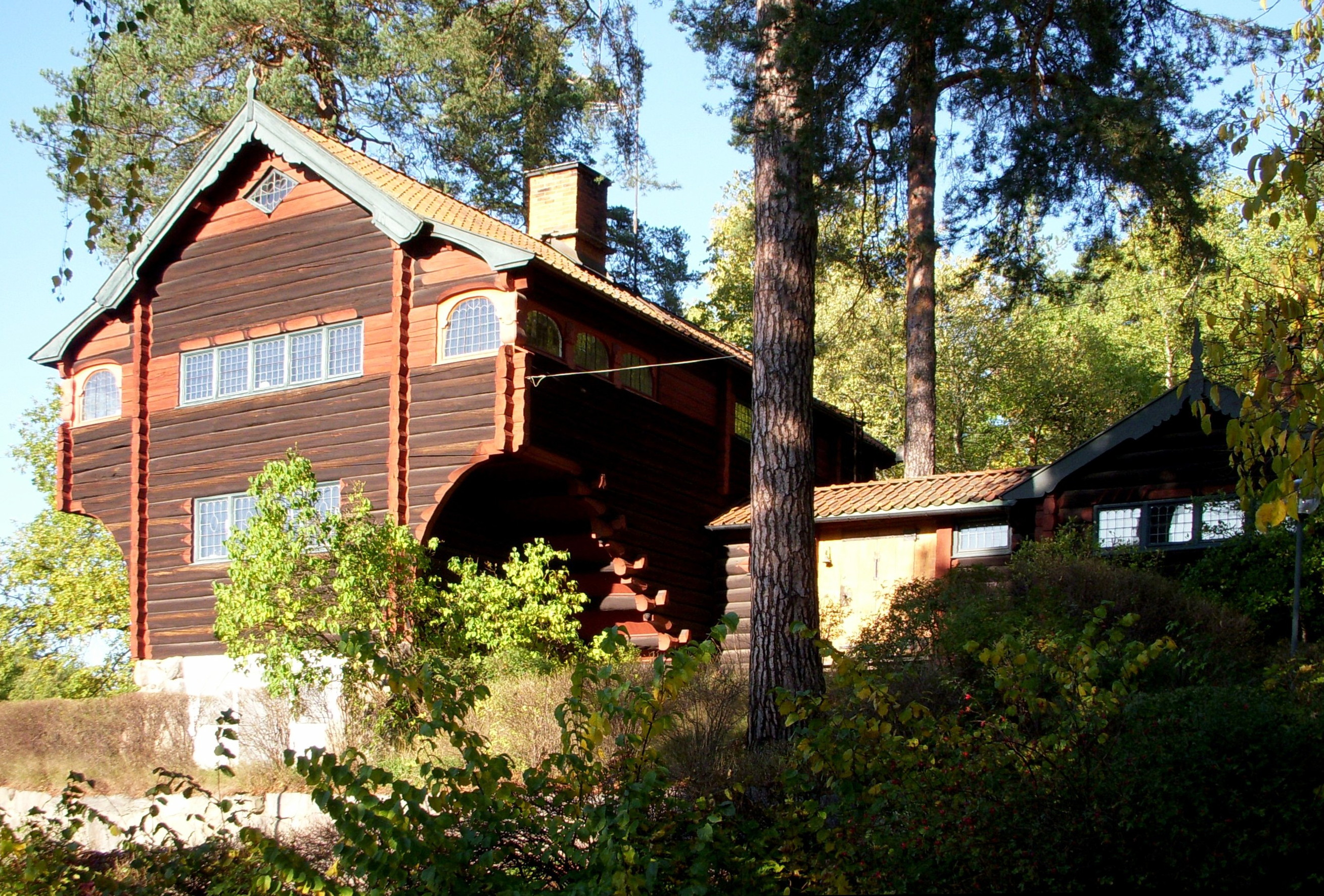
Villa Tallom.

Samhällets bebyggelse domineras fortfarande av villor. Det gamla arvet från villastadens barndom är påtagligt. Speciellt i det kuperade området kring Alpstigen, Donnerstigen, Bergstigen och Sturevägen återfinns flera av gamla Stocksunds intressanta villor, byggda runt sekelskiftet 1900 och numera av kommunen klassade som "värdefulla" eller "omistliga". Området betraktas av kommunen som ”särskilt värdefullt från kulturhistoriskt synpunkt och är av riksintresse”. 
Liksom i Djursholm är villor med torn ett återkommande inslag i Stocksunds stadsbild. Här kan nämnas Villa Hexa, en medeltidsromantisk villa med drag av jugend, adress Bergstigen 25 och ritad 1901 av arkitekt R. L. Lindquist. Vid Sturevägen 9 ligger Villa Skoga som ritades 1902 av arkitekt Hugo Rahm. Villan var mellan 1921 och 1966 Stocksunds köpings kommunalhus. Ytterligare ett exempel på villa med torn är Villa Högbo, byggd 1903 vid Donnerstigen 5 (intill Stocksunds vattentorn).
En villa med blandade stildrag av nationalromantik och jugend ritad 1906 av arkitekt Axel Viktor Forsberg ligger vid Sturevägen 19 A. I Långängen vid Gårdsvägen 9 uppfördes 1904-1906 Villa Tallom efter ritningar av Lars Israel Wahlman till sig själv. Huset är sedan 1979 ett byggnadsminne. Villa Tallom präglas av inspiration av svensk allmoge och räknas som typexempel för den nationalromantiska arkitekturstilen med fornnordiska inslag.

### Övriga byggnader (urval)
Ungefärliga byggåret anges i parentes, kronologisk ordning.

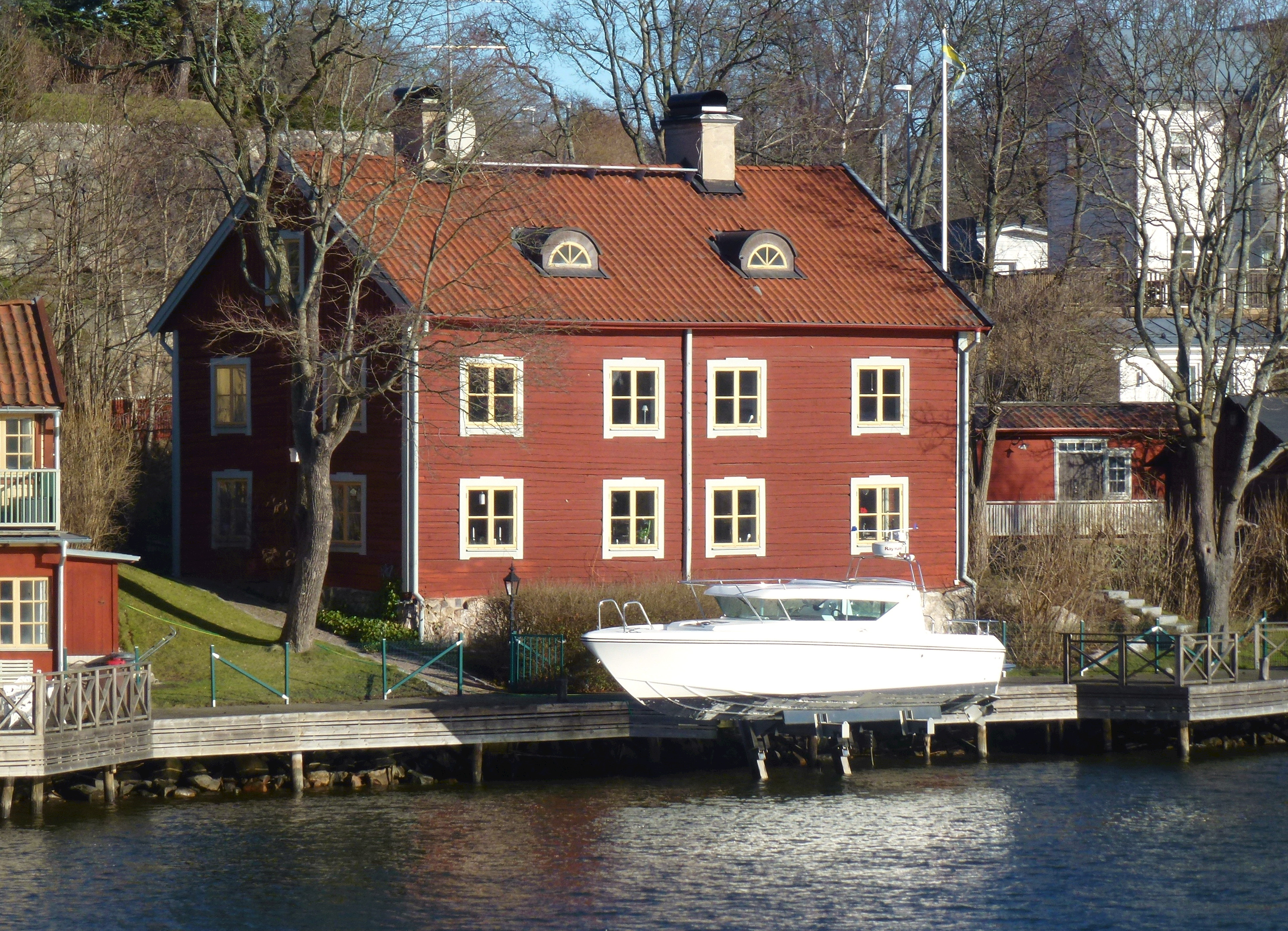
Stocksunds värdshus (1814)
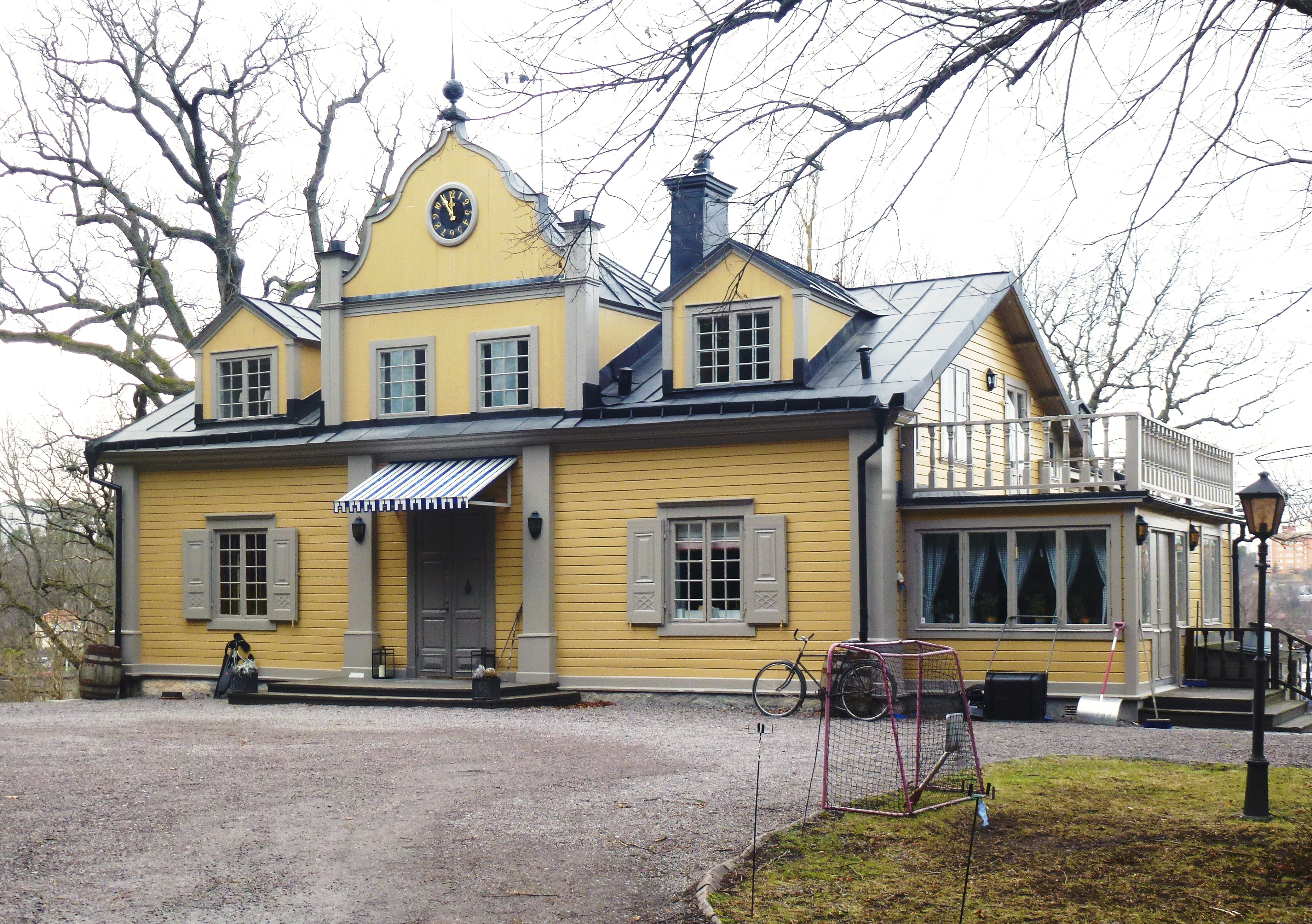
Skogshyddan (1840, 1889)
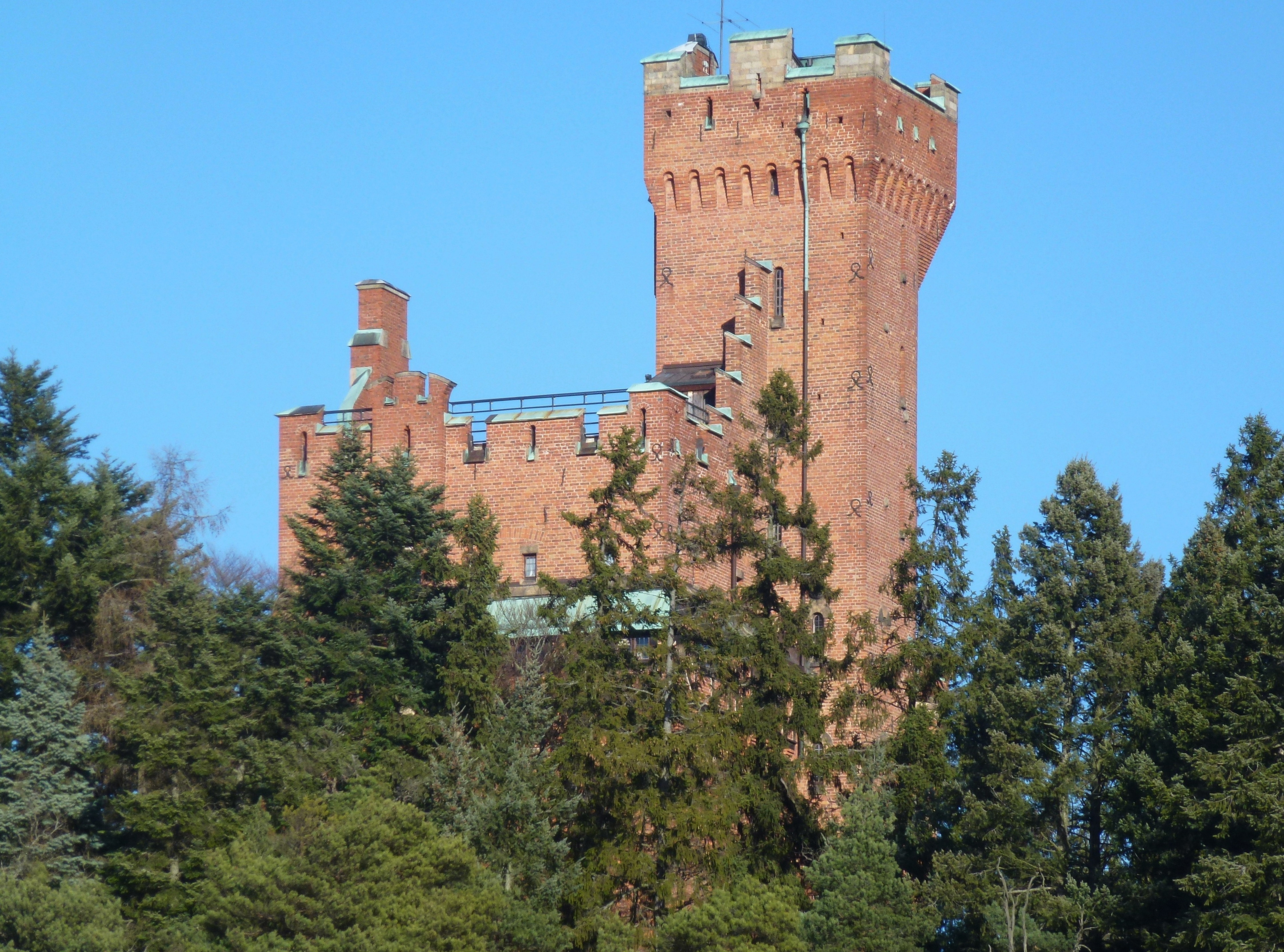
Cedergrenska tornet (1896, 1996)
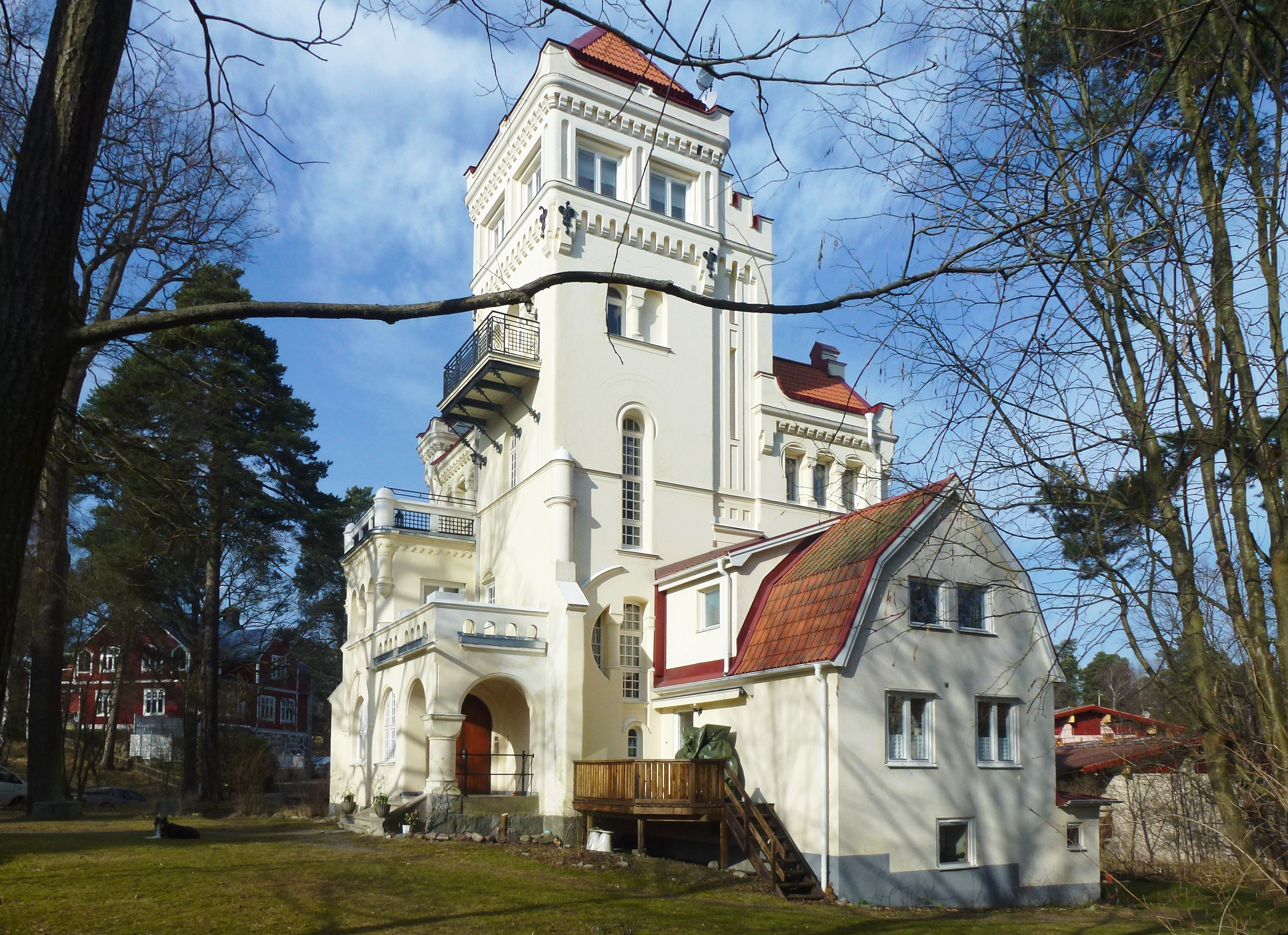
Villa Hexa (1902)
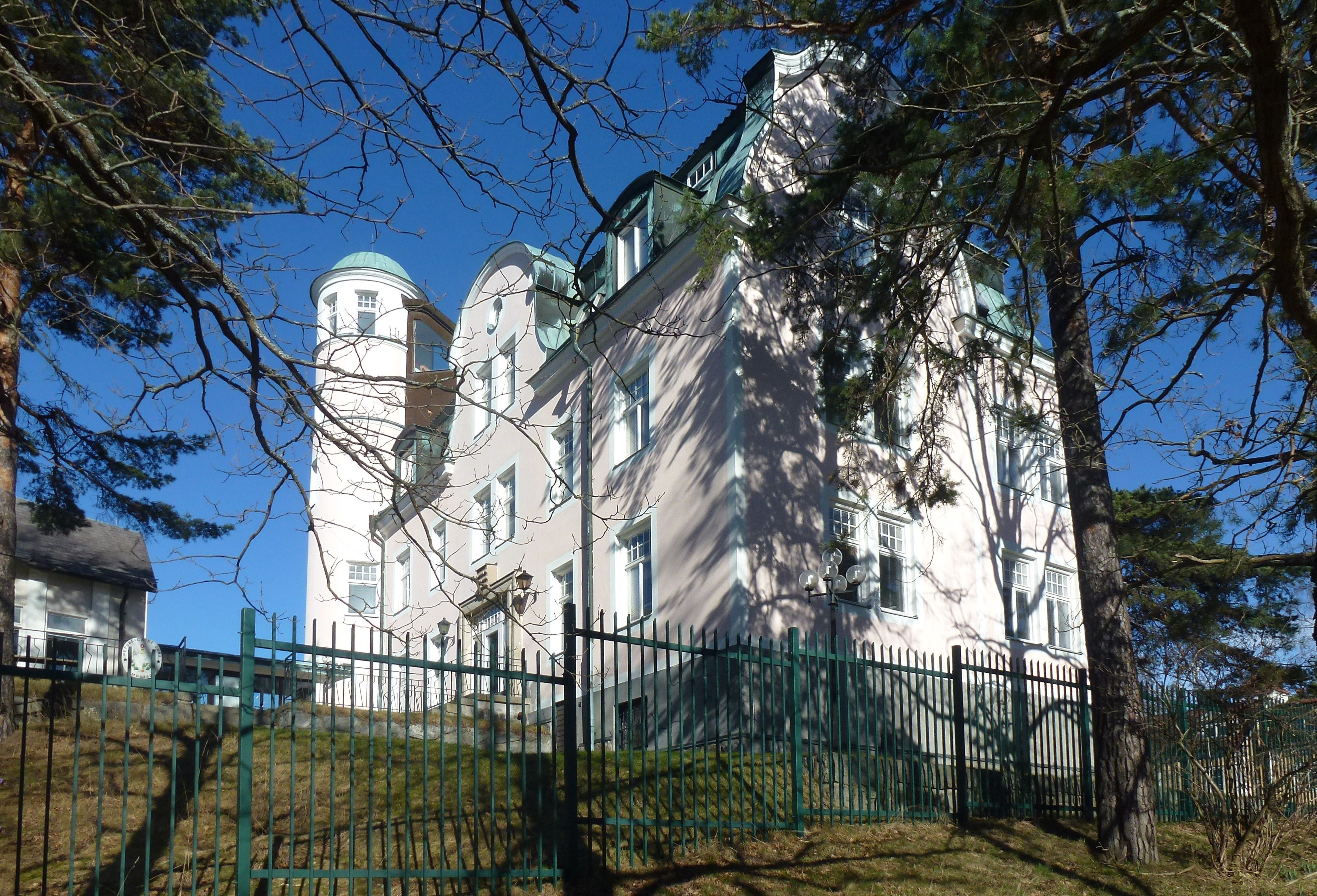
Villa Skoga (1902)
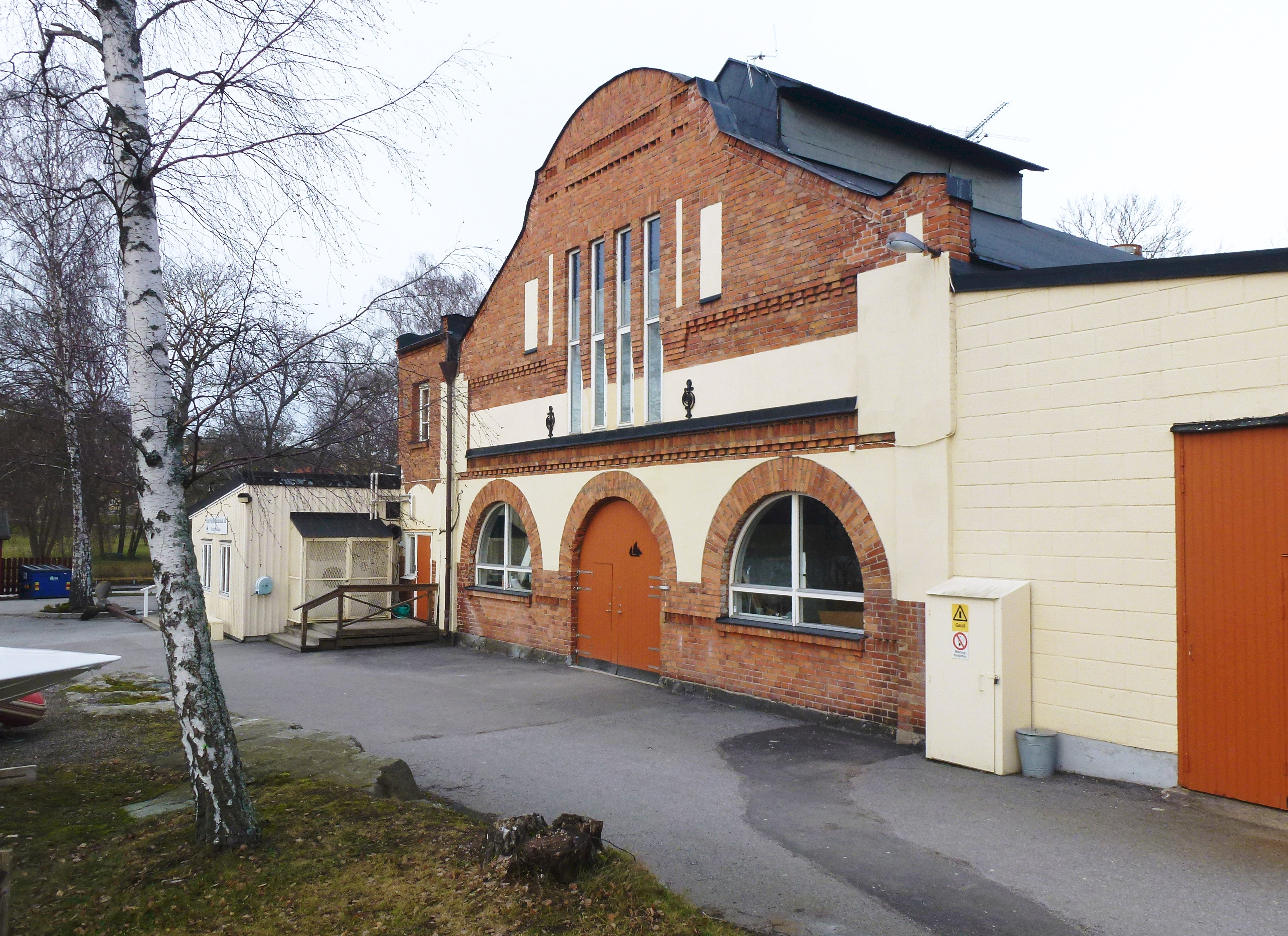
Djursholmsbanans elverk (1893, 1903)
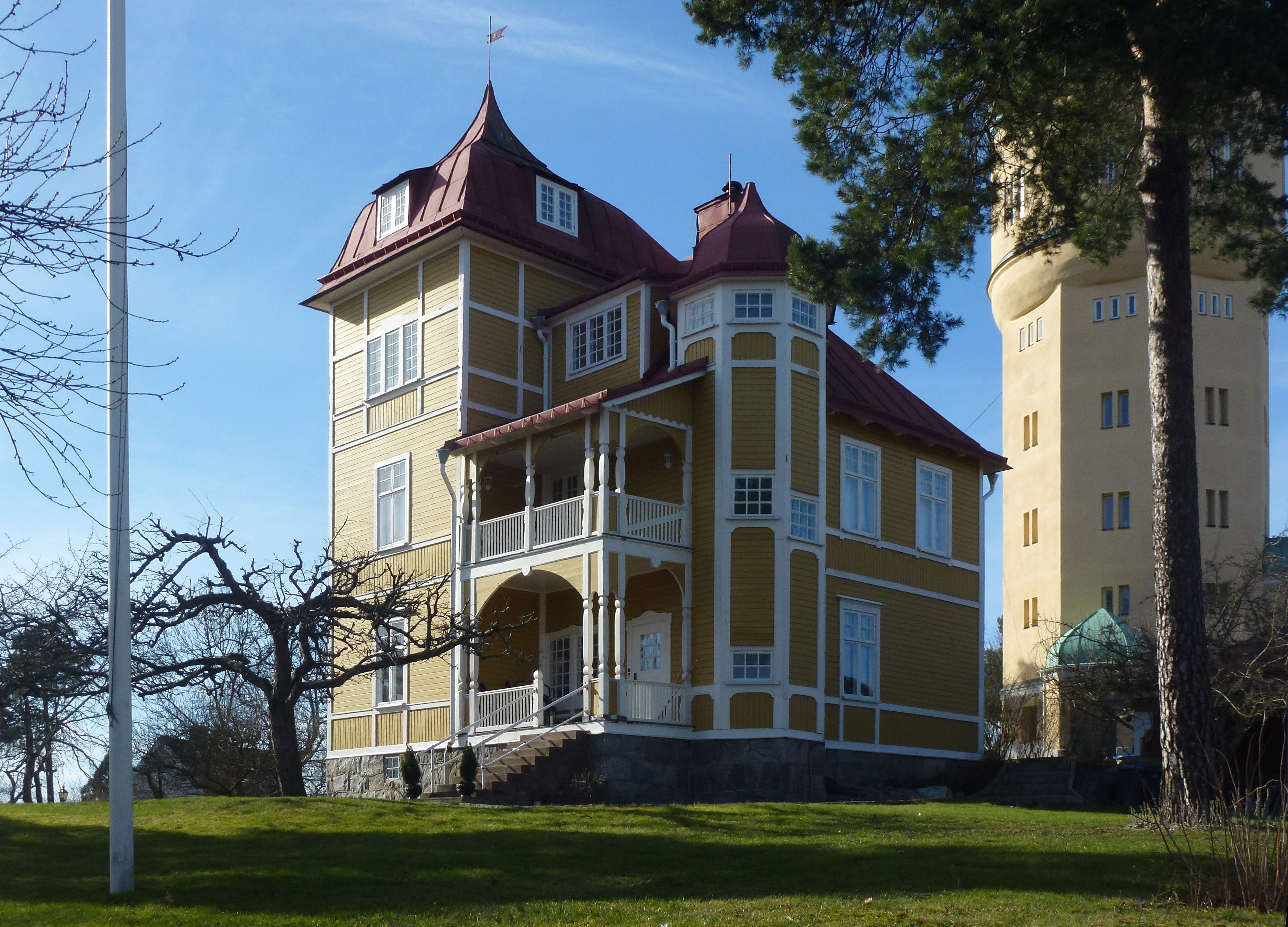
Villa Högbo (1903)
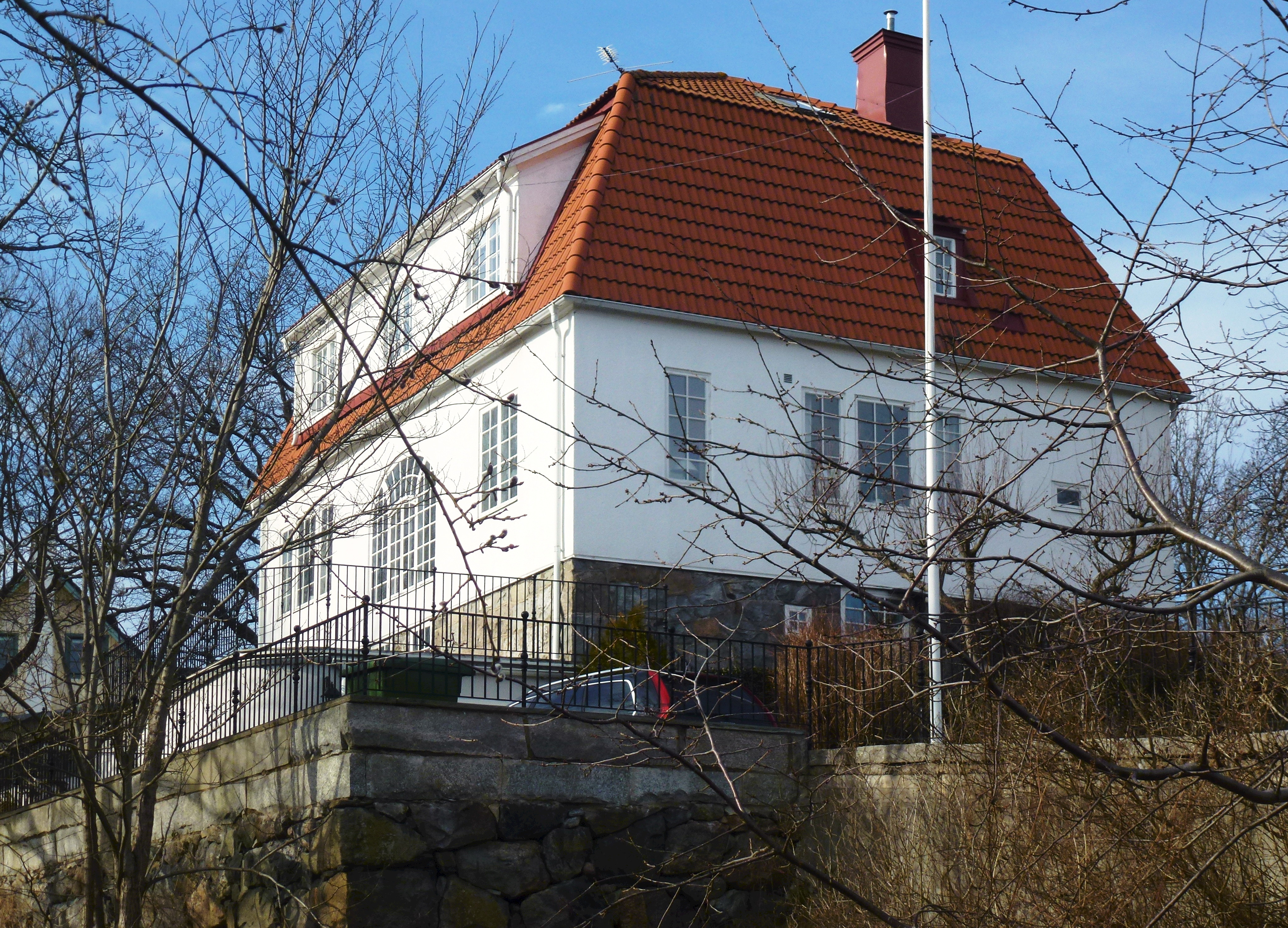
Villa Gärdsgården (1904-05)
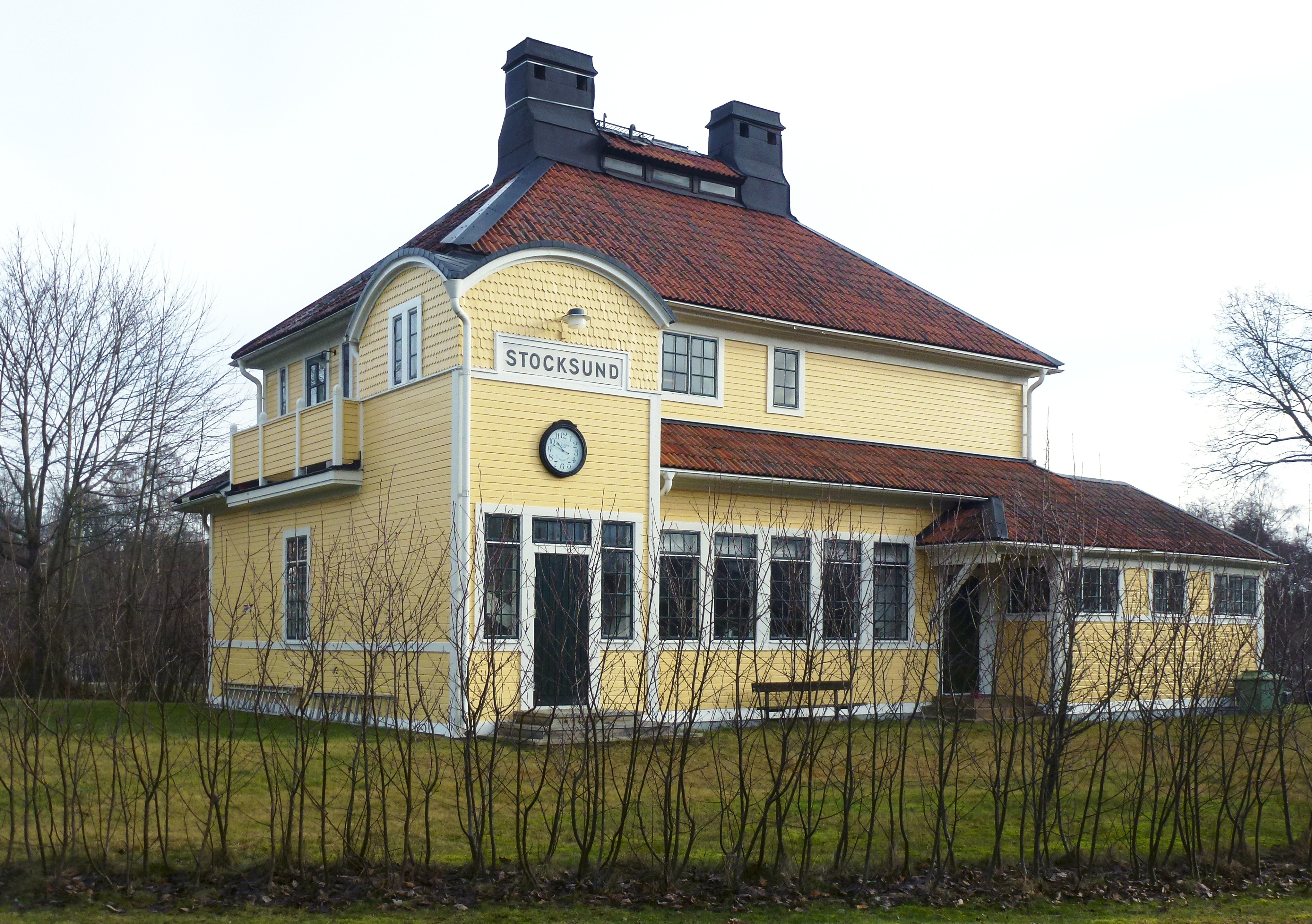
Stocksunds stationshus (1905)
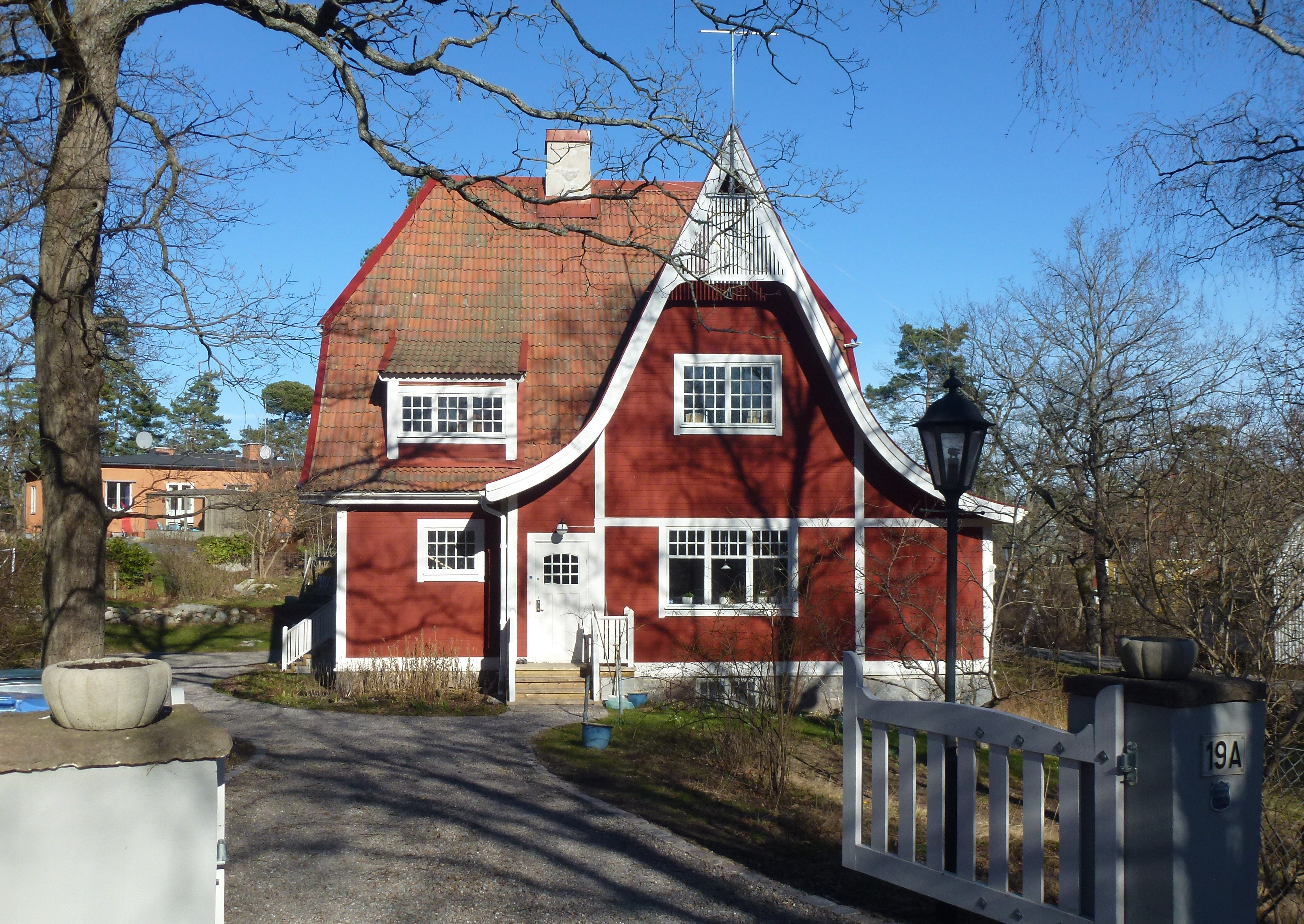
Sturevägen 19A (1906)
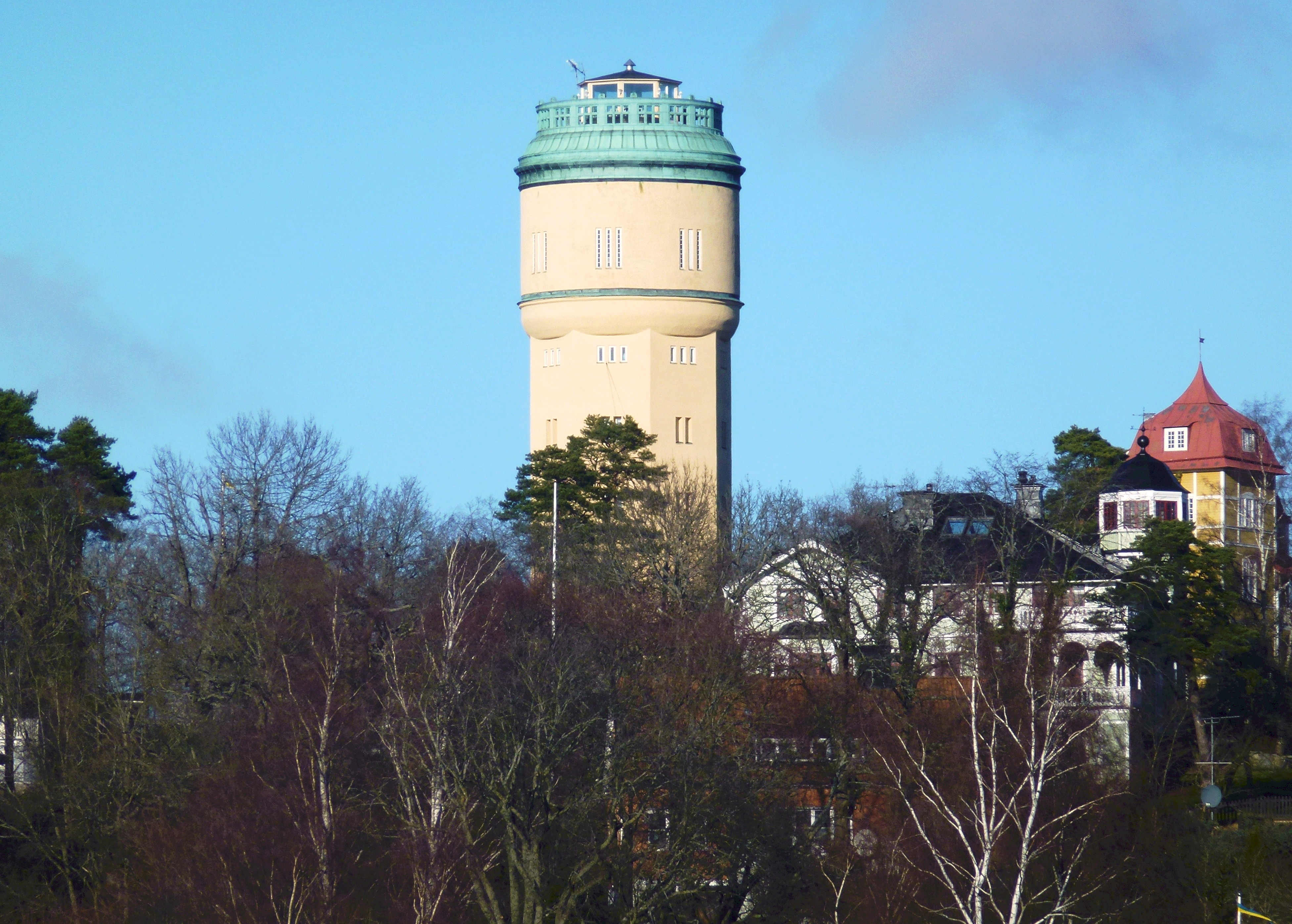
Stocksunds vattentorn (1910)
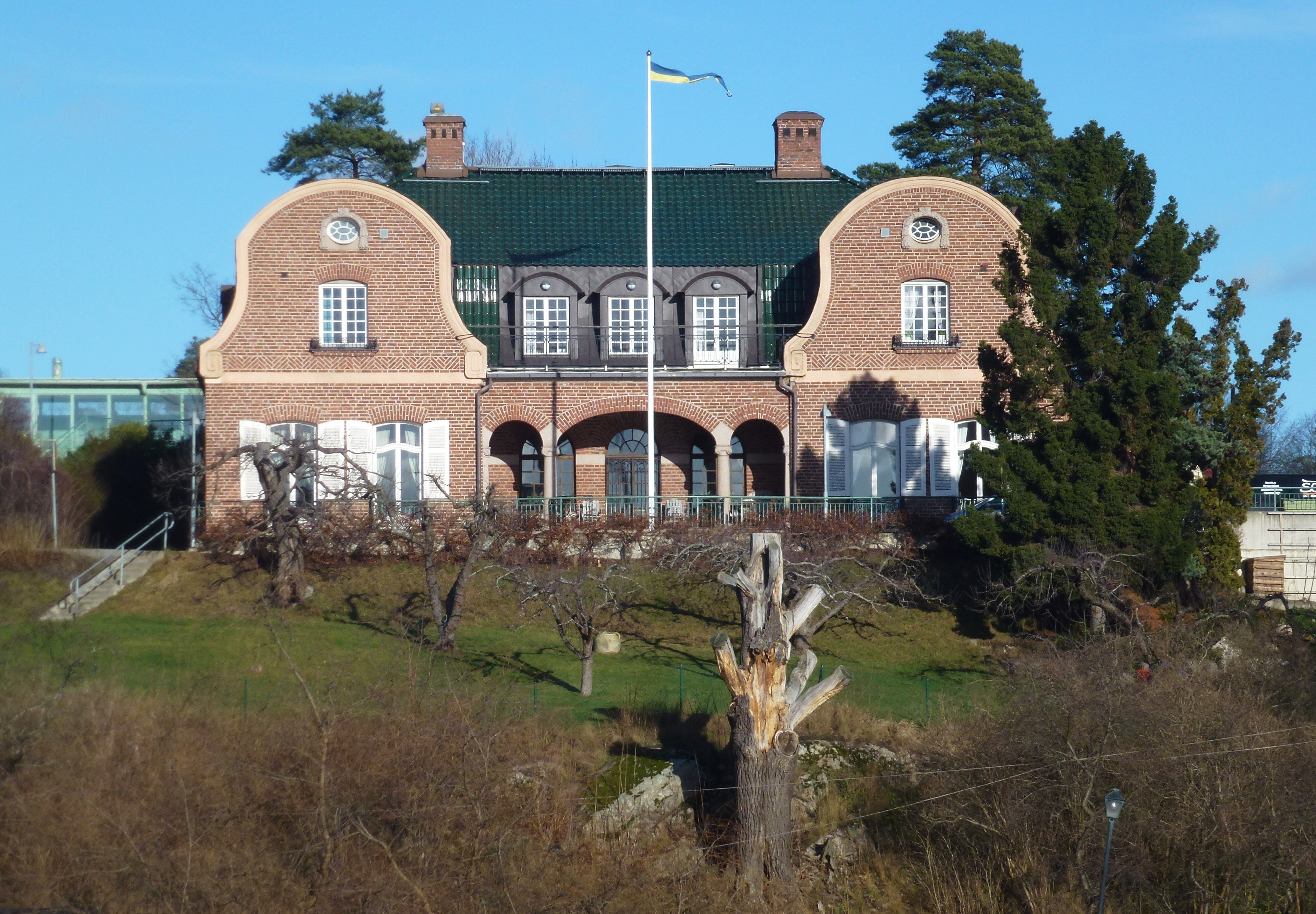
Villa Stocksberg (1915)
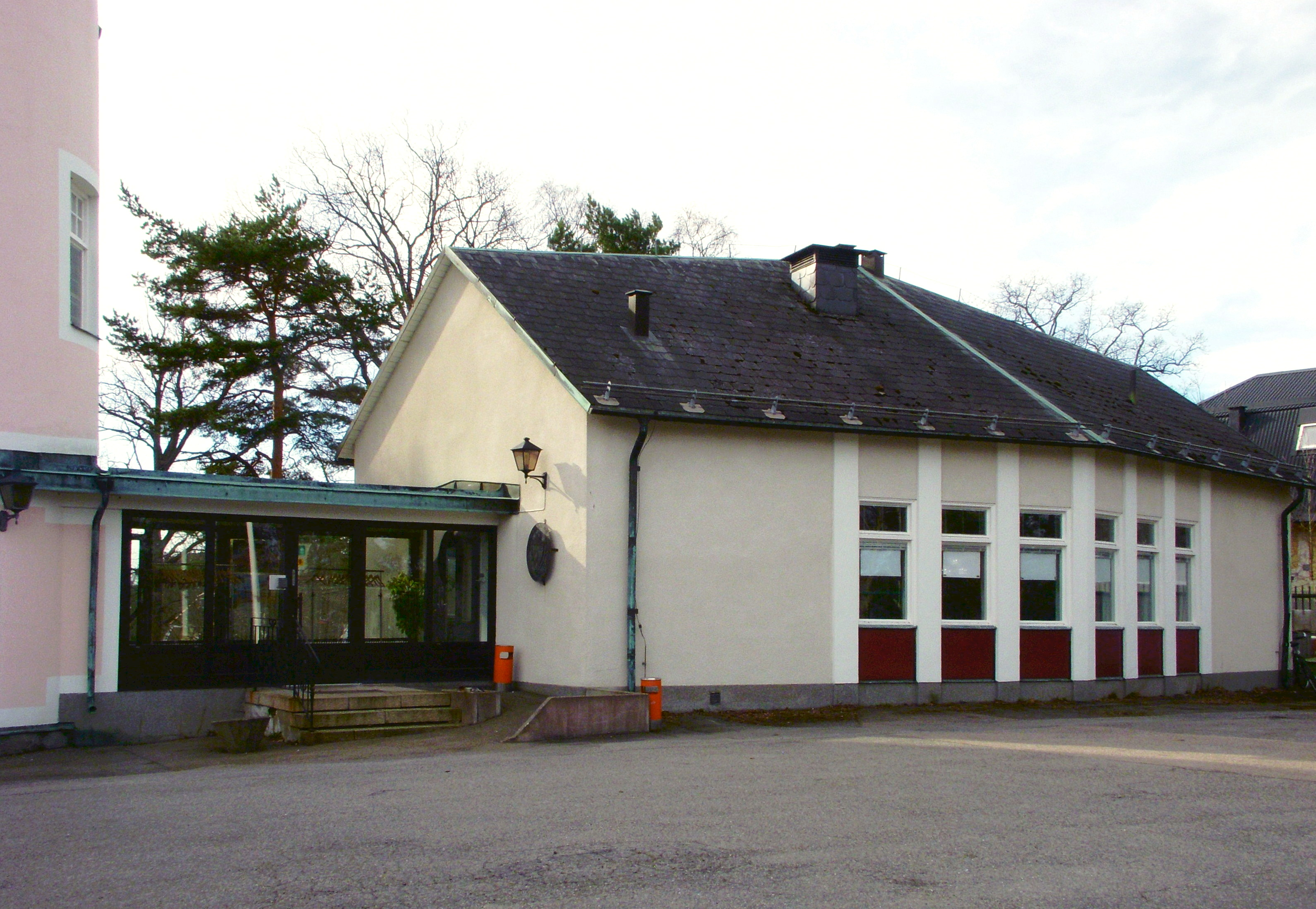
Fullmäktigesalen för Stocksunds kommunalhus (1940-tal)
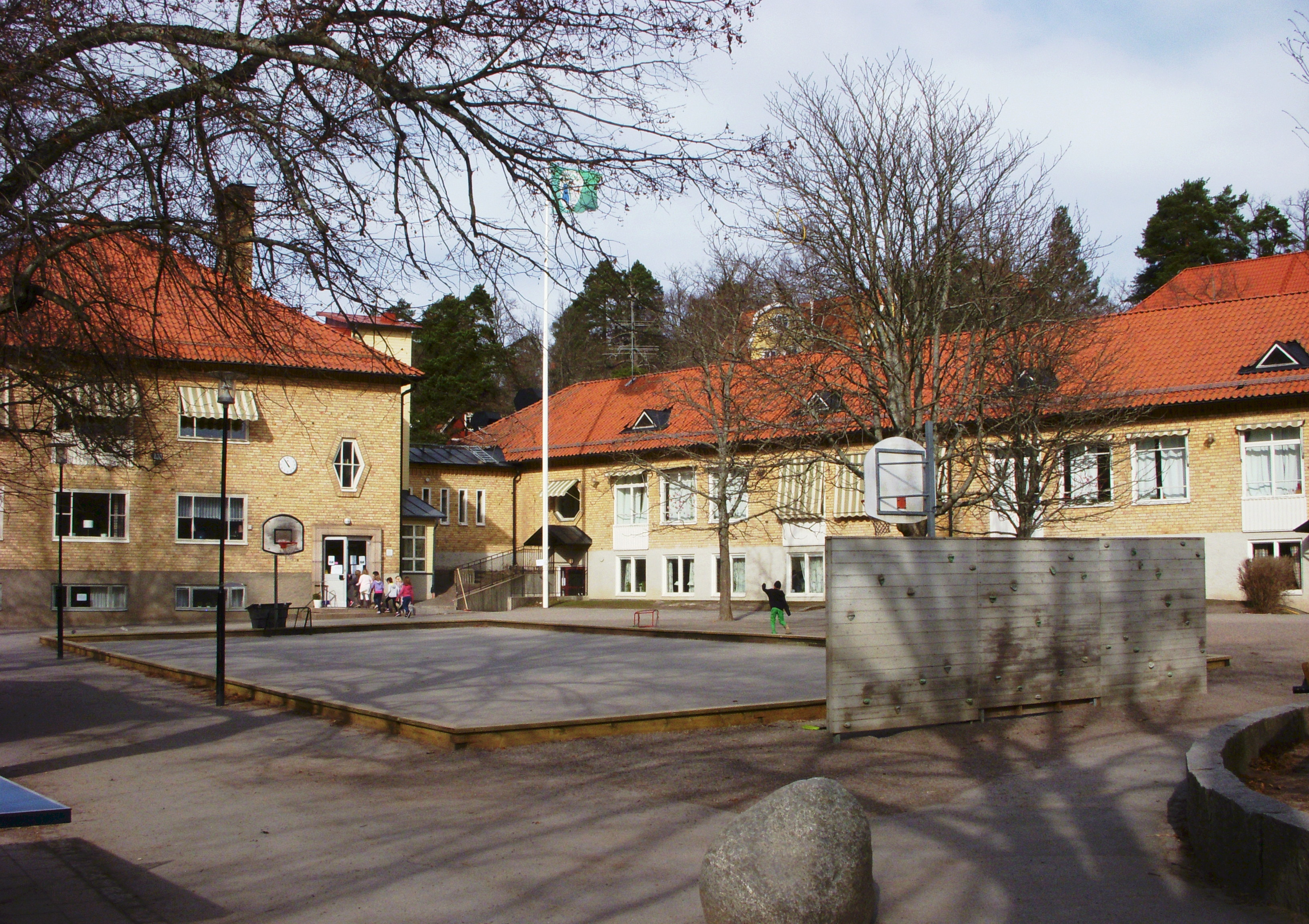
Långängsskolan (1947)
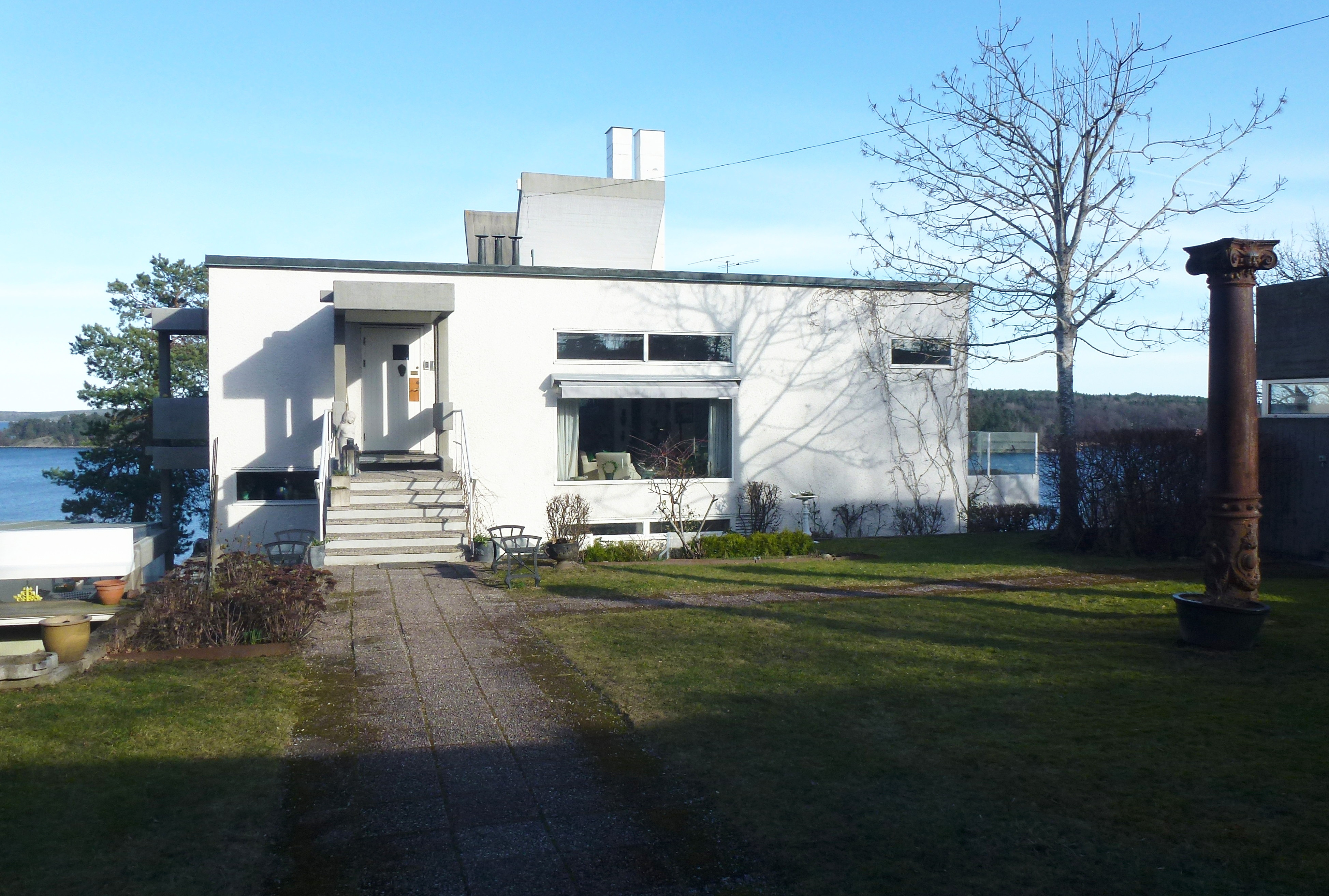
Villa Ström (1961)
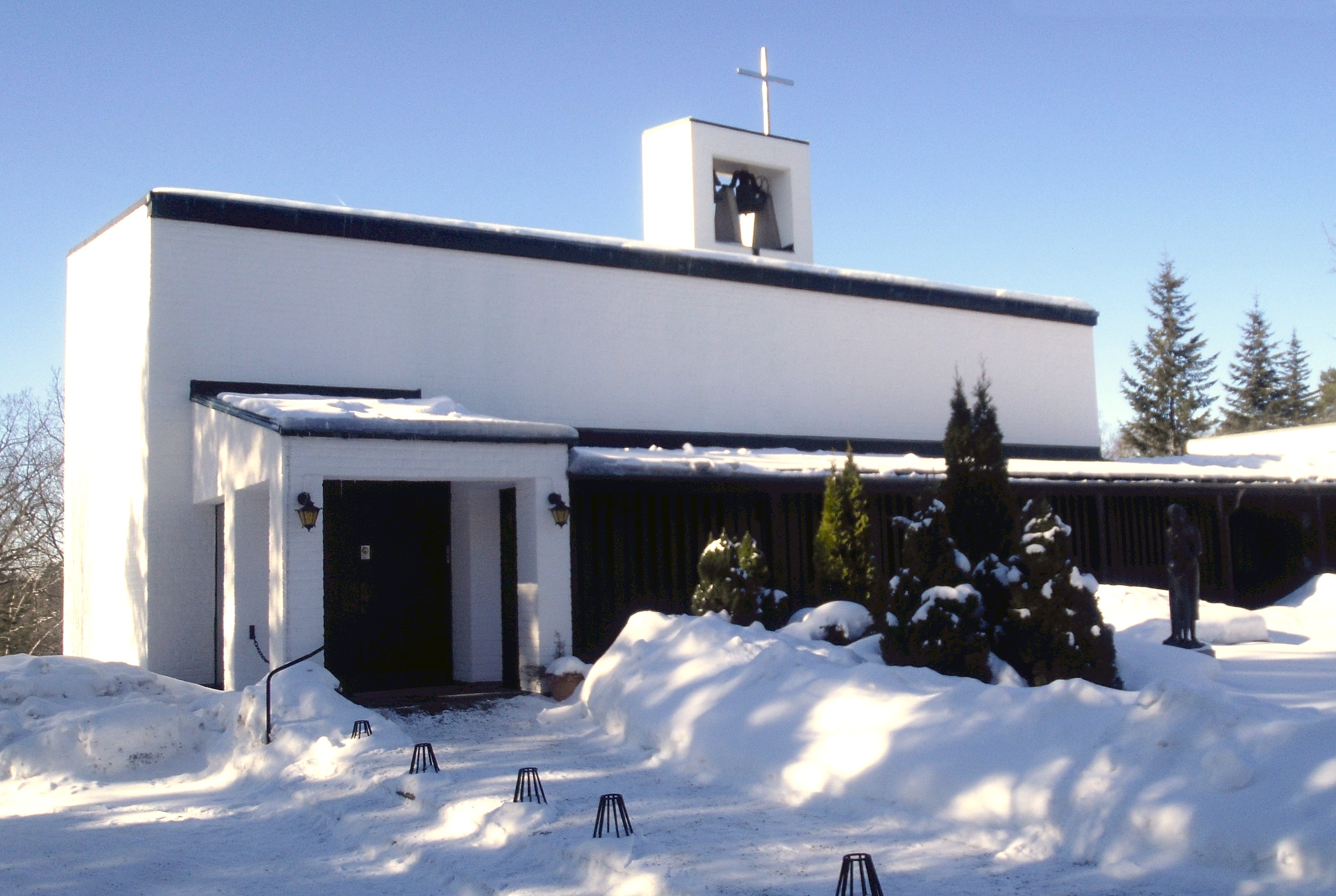
Petruskyrkan (1962)

## Kommunikationer
Norrtäljevägen (E18) går genom den västra utkanten av samhället. Det gäller även Roslagsbanan, som strax norr om Stocksunds station blir gräns mot kommundelen Danderyd i Danderyds kommun. Roslagsbanan har två hållplatser i Stocksund. De heter Stocksund och Mörby. Stationen Stocksund trafikeras bara av norrgående tåg med destinationen Näsbypark eller av södergående tåg som kommer från Näsbypark. Gamla Stocksunds stationshus används inte längre sedan banan fick en ny sträckning 1996. Byggnaden står kvar och är idag k-märkt och privatbostad.

## Referenser

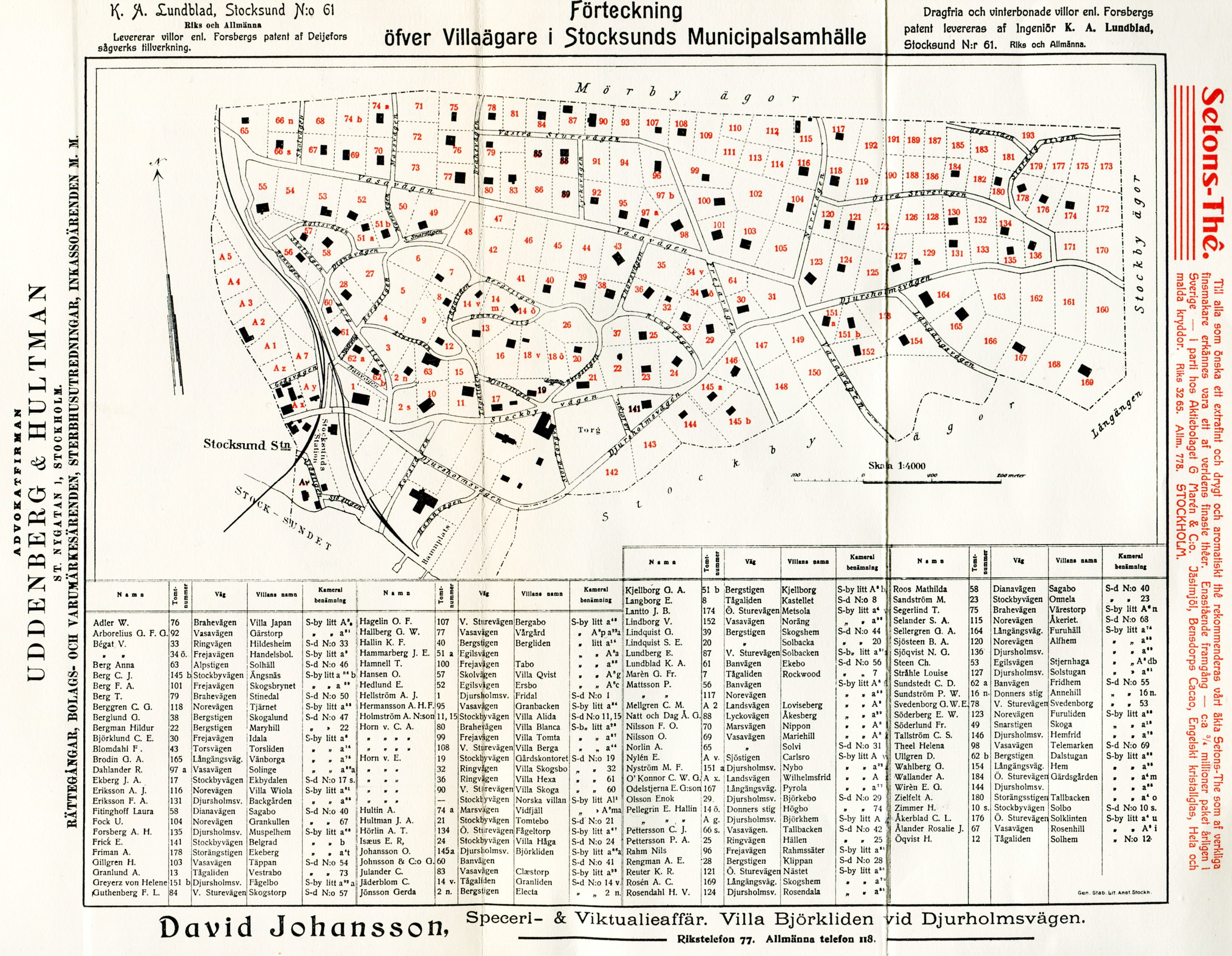
Förteckning över villaägare i Stocksunds municipalsamhälle omkring 1904.